# 8540 Ardeberg
8540 Ardeberg är en asteroid i huvudbältet som upptäcktes den 17 mars 1993 i samband med projektet UESAC. Den fick den preliminära beteckningen 1993 FK80 och  namngavs senare efter den svenske professorn Arne Ardeberg, som verkade vid Lunds observatorium och också en tid som föreståndare för det Europeiska sydobservatoriet (ESO).
Ardebergs senaste periheliepassage skedde den 28 februari 2019.[Uppdatering behövs]